# Списак визиготских краљева
Списак визиготских краљева обухвата владаре Визигота, германског народа из позног античког и раног средњовековног раздобља, од средине 4. до почетка 8 века.

### Рани краљеви
- Фритигерн (369—380)
- Атанарих (369—381)
- Аларих I (395—410)
- Атаулф (410—415)
- Сигерих (415)

### Аријанскокраљевство изТулуза
- Валија (415—419)
- Теодорик I (419—451)
- Торисмунд (451—453)
- Теодорик II (453—466)
- Еурих (466—484)
- Аларих II (484—507)

Године 507. у бици код Вујеа, франачки краљ, Хлодовех, уништио је Визиготско краљевство у Тулузу, а неколико година касније, спаљује и уништава и сам Тулуз. Визиготски поседи северно од Пиринеја се своде на Септиманију, област која је обухватала неколико градова укључујући и Тулуз, али зато на већи значај добијају северне провинције Хиспаније.

## Аријанско краљевство након пропасти Тулуза

### Аријанскокраљевство изНарбона
- Гесалих (507—511)

### Аријанскокраљевство изРавене
- Регенство Теодорика Великог у име свог унука, Амалариха (511—526)

### Аријанскокраљевство изНарбона
- Амаларих (511—531)
- Теудис (531—548), остроготски војсковођа
- Теудигисил (548—549)
- Агила I (549—554)
- Атанагилд (554—567)
- Лиува I (568—573) (владао заједно са својим братом, Леовигилдом)

## Аријанско краљевство изТоледа
- Леовигилд (568—586)
  - Херменегилд (580—585), поткраљ у Бетици

## Филиоквистичко краљевство са престоницом у Толеду
- Рекаред I (586—601), поткраљ у Нарбоненсису до 586. године и први филиоквистички краљ, од 589. године.[1]
- Лиува II (601—603)
- Витерих (603—610)
- Гундемар (610—612)
- Сисебут (612—621)
- Рекаред II (621)
- Свинтила (621—631)
- Сисенанд (631—636)
- Хинтила (636—640)
- Тулга (640—641)
- Хиндасвинт (641—649)
- Рекесвинт (649—672)
- Вамба (672—680)
  - Паул (673), узурпатор, владао у Септиманији и неким деловима Таракона
- Ервиг (680—687)
- Ергика (687—701)
- Витица (701—710)
- Родерих (710—711)

### Крај
- Агила II (710—714), владао у Тараконенсису и Септиманији)
  - Опа (712), вероватно Родерихов и Агилин противник
- Ардо (714—720), владао у Септиманији

### Узурпатори
- Сунифред (692—693)